# Tipulodina zetterstedtiana
Tipulodina zetterstedtiana är en tvåvingeart som först beskrevs av Alexander 1971.  Tipulodina zetterstedtiana ingår i släktet Tipulodina och familjen storharkrankar. Inga underarter finns listade i Catalogue of Life.